# Pomerânia de Gdansk

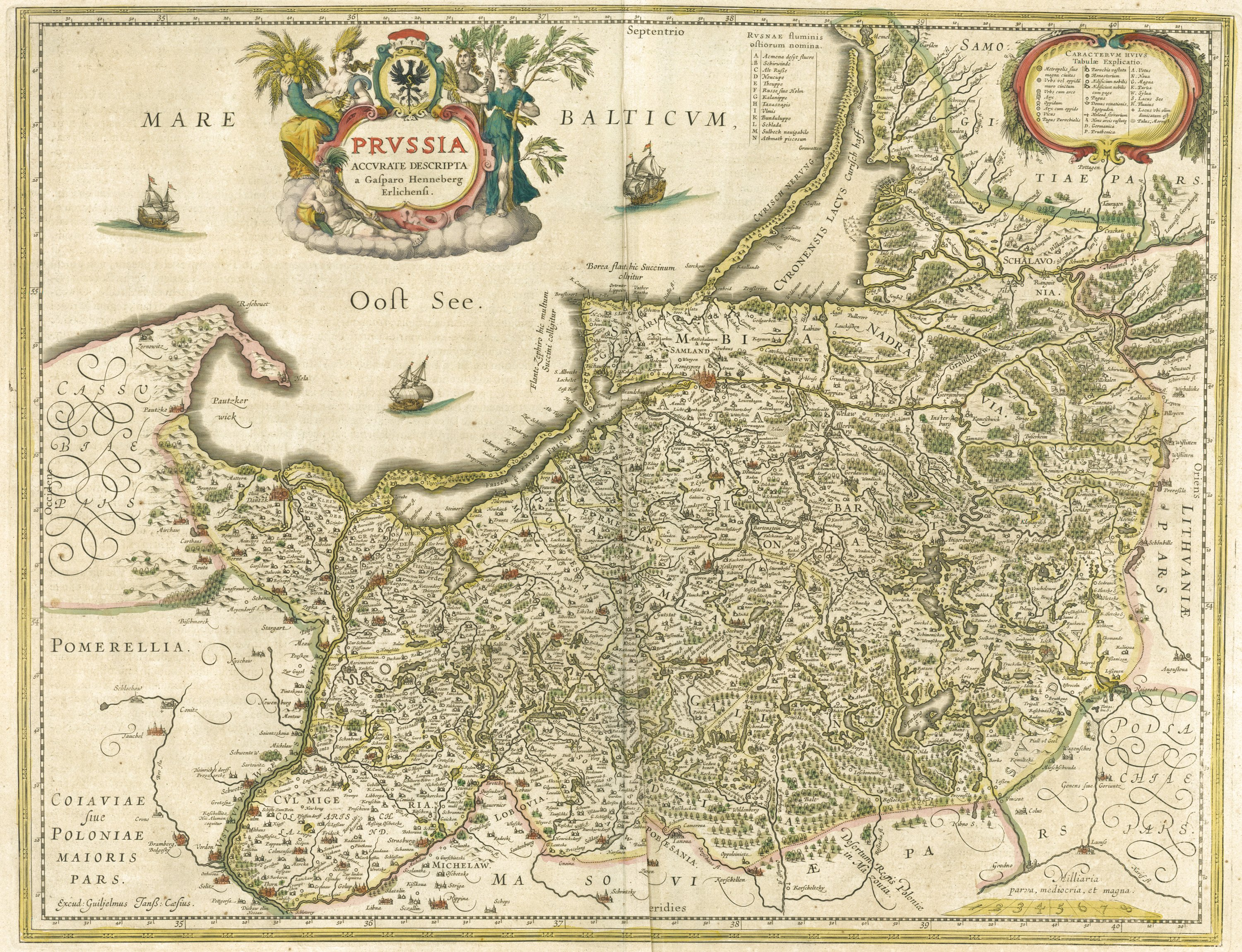
A Pomerânia Oriental na época da sua incorporação na Marca de Brandeburgo (1648).

Brasão da Voivodia da Pomerânia

Pomerânia de Gdansk (em polonês/polaco:  Pomorze Gdańskie) é uma região geográfica do norte da Polónia na parte da Pomerélia. É esta a designação moderna do território que antes se chamava Prússia Ocidental e Prússia Real. Após a Primeira Guerra Mundial, grande parte desta região foi integracja na nova Segunda República Polaca e, após a  Segunda Guerra Mundial, a Polónia ficou com a parte restante, incluindo a cidade de Gdańsk (Danzig).

## Cidades principais
- Gdańsk
- Gdynia
- Pruszcz Gdański
- Reda
- Rumia
- Sopot
- Wejherowo
- Chojnice
- Człuchów
- Hel
- Kartuzy
- Kościerzyna
- Lębork
- Łeba
- Puck
- Starogard Gdański
- Tczew
- Władysławowo
- Żukowo